# Abiodun Duro-Ladipo
Pour les articles homonymes, voir Duro.
Abiodun Duro-Ladipo, née en 1941, est une actrice (et chanteuse) nigériane issue d’une famille de la noblesse yoruba. En 1963, elle rejoint la compagnie théâtrale du dramaturge nigérian Duro Ladipo, et joue  des rôles principaux dans les  productions de cette compagnie. Dupo Ladipo devient son mari. Dans les années 1960 et au début des années 1970, elle se produit aussi dans toute l'Europe, via plusieurs festivals internationaux. Depuis la mort de son époux en 1978, Abiodun apparaît dans des séries télévisées nigérianes et dans des films promouvant la culture africaine.

## Biographie
Abiodun est née en 1941 dans une famille royale à Ijan-Ekiti, dans l'État d'Ekiti au Nigeria. D'abord désireuse de devenir infirmière, à la fin de ses études secondaires en 1963, elle rejoint finalement  le groupe de théâtre Mbari Mbayo dirigé par le dramaturge nigérian Duro Ladipo. En 1964, elle épouse Duro Ladipo. Membre permanent de la troupe, elle se fait connaître en tant qu'actrice, assumant les rôles principaux dans les pièces jouées par la compagnie, et devient notamment notoire au Nigeria grâce à un grand succès dans le rôle d'Oya dans Ọba kò so et dans le rôle titre de Moremi,,.
Dans les années 1960 et 1970, elle se produit comme actrice ou chanteuse dans des festivals de théâtre et de musique, notamment au Berliner Festspiele en 1964, au Commonwealth Arts Festival de Londres en 1965, au Festival mondial du théâtre de Nancy en 1973 et au Festival Yoruba de Zurich cette même année 1973. Elle s'est également produite à Belgrade, au festival des arts de Chiraz-Persépolis en Iran et au Festival des arts de Rome.
Après la mort de son mari en 1978, Abiodun prend la direction de sa compagnie de théâtre. Bien qu’elle soit passionnée par le théâtre vivant sur scène, elle se tourne également vers la télévision, apparaissant dans la série musicale Oya Sings (1979) et la série dramatique B'Inaku (1981). Elle fait également partie de la distribution d’autres productions télévisées, comme Oyinbo Ajele (1986), Esentaye (1997) et Ayelaagbe (1998), toutesrappelant l’opposition entre la culture traditionnelle et le colonialisme. Elle apparaît également dans différents films,.
En mars 2018, lors de la première de la  pièce Ajagun Nla de Duro Ladipo au Théâtre national de Lagos, elle intervient pour insister sur la nécessité de garder à l'esprit que « notre riche culture doit être préservée et promue ».